# Dieu sauve la France
Dieu sauve la France est une mélodie de la compositrice Augusta Holmès composée en 1870.

## Composition
Augusta Holmès compose cette mélodie en 1870 sur un poème écrit par elle-même. C'est un hymne national dédié à la France, dans le contexte de la guerre franco-prussienne. La tonalité originale est en ré majeur. Elle a été publiée aux éditions Hartmann.
L'œuvre est donnée à la Gaîté, à Paris, le 19 décembre 1870.